# تامبت پیکور
تامبت پیکور (استونیایی: Tambet Pikkor؛ زادهٔ ۱۷ آوریل ۱۹۸۰) اسکی‌باز پرش اهل استونی است.